# Laxrosa praktnemertin
Laxrosa praktnemertin (Amphiporus dissimulans) är en djurart som tillhör fylumet slemmaskar, och som beskrevs av Riches 1893. Enligt Catalogue of Life ingår Laxrosa praktnemertin i släktet Amphiporus och familjen Amphiporidae, men enligt Dyntaxa är tillhörigheten istället släktet Amphiporus, och ordningen Hoplonemertea. Det är osäkert om arten förekommer i Sverige. Inga underarter finns listade i Catalogue of Life.